# RK Milicioner Sarajevo
Milicioner je bio klub velikog rukometa iz Sarajeva.
Sudjelovao na nekoliko prvenstava. 1949. su bili doprvaci, prvaci 1950., 1951., 1952. Pod raznim imenima ukupno pet naslova prvaka. Uspjeh je postigao jer je bio drugi po omiljenosti među mladeži u Sarajevu, poslije nogometa. Osvojili su više uzastopnih naslova prvaka Jugoslavije. Zadnji naslov prvaka Jugoslavije osvojila je momčad RK Bosne iz Sarajeva, koja je nastala iz Milicionera. Milicioner je postao najtrofejniji sarajevski klub u Jugoslaviji. Uz više naslova prvaka, osvojili su prvo mjesto na turniru europskih prvaka. Vratari u velikom rukometu moraju pokazati znanja sličnija nogometnim vratarima, nego vratarima "malog" rukometa. Stoga su vratari Vrebac i Hajrović iz Sarajeva postali vrsni nogometni vratari. 
Momčad koja je osvajala naslove bila je: Borko Đulepa (igrač i trener), Slavko Vrebac, Srećo Šimić (poznati ginekolog), Corado Gyessi (rođenjem Talijan, emigrirao kao komunist u Jugoslaviju), Petar Ćivić, Borislav Spasojević, Mustafa Baralić, Drago Karaman, Rafael Brčić, Ivica Pauković, Bruno Palestra, Drago Dopuđa. Trener je bio i Iris D iz Zagreba.
Milicioner je utakmice igrao na stadionu 6. april, iza Tehničke škole. Poslije je preselio na Skenderiju gdje su igrali na crnoj šljaci. Prelaskom na Skenderiju momčad je potom pomlađena. Za momčad je zaigrao kultni športski novinar Radio Sarajeva Jovo Dimitrijević, Baja Jankelić, Neno Čeliković, Pero Pilić Bane Radojčić, Boro Galič, Vasko Metikoš i dr. 
RK Milicioner je poslije integriran u SD Bosna. Odigrao važnu ulogu u razvitku malog rukometa u istom društvu. Ukazom je veliki rukomet ugašen 1958. godine.